# Allesdichtmachen
Unter den Hashtags #allesdichtmachen, #niewiederaufmachen und #lockdownfürimmer kommentierten 50 deutschsprachige Schauspieler und zwei Regisseure Ende April 2021 mit ironisch und satirisch gemeinten Videos die Corona-Politik der Regierungen und die Medienberichterstattung zum Thema. Die vom Drehbuchautor und Regisseur Dietrich Brüggemann initiierte Aktion sorgte für mediales Aufsehen und eine kontroverse Debatte.

## Inhalt der Videos
Die Darsteller befinden sich meist allein in einer hellen, wohnraumartigen Kulisse. Sie stellen sich zunächst mit ihrem Namen oder Künstlernamen und als Schauspieler vor. Anschließend nehmen sie Rollen und Positionen ein, in denen sie ein von Angst, Neid und Misstrauen geprägtes Leben in extremer Kontaktreduzierung als erstrebenswert beschreiben und dazu aufrufen, die zum Schutz vor der Corona-Pandemie erlassenen Maßnahmen der Bundesregierung vorbehaltlos zu unterstützen.
Dabei werden gesellschaftliche Folgeprobleme als Erfolge dargestellt: familiäre Gewalt infolge von Schulschließungen (Felix Klare), die psychische Belastung von Kindern (Kathrin Osterode) und Erwachsenen (Vicky Krieps, Volker Bruch), auch die wachsende Kluft zwischen Arm und Reich (Nadine Dubois, Thorsten Merten).
Weiterhin wird die Auffassung dargestellt, dass abweichende Meinungen schädlich erschienen (Nina Gummich) und die Grundrechte insgesamt aus dem Blick gerieten (Tina Maria Aigner).
Kea Könneker „begrüßt“, dass alteingesessene Geschäfte schließen müssten. Manuel Rubey bejaht Schließungen von Theatern, da die Kunst tot sei: „Lockdown für immer. Hashtag Nie wieder Kunst“.
Markus Gläser will „klare Haltung“ zeigen. Daher möchte er Filmsets in runden Räumen, damit man nicht in die rechte Ecke gestellt werden kann.
Im Video Miriam Steins wird gefordert, die Zahl an Schnelltests zu erhöhen, aber einen PCR-Test nur bei Vorliegen eines negativen PCR-Testergebnisses vorzunehmen, um die Inzidenz binnen kürzester Zeit auf Null zu bringen.
Im Video von Kathrin Osterode wird eine Ausrichtung aller Familienaktivitäten am Inzidenzwert dargestellt: Ab einem Wert von 250 wird ein Kind zur Adoption freigegeben.
Christian Ehrich rät dazu, sich vor dem Klatschen im Theater erst sagen zu lassen, welche die richtige Seite sei, und dann dorthin zu gehen, damit der Beifall dann nicht von der falschen Seite kommt.
Jan Josef Liefers bedankt sich dafür, dass die Medien die Alarmstimmung permanent hochhielten und „unnötigen kritischen Disput“ in Bezug auf die Coronamaßnahmen unterließen, so dass „die sinnvollen und immer angemessenen Maßnahmen unserer Regierung“ weiter Zustimmung fänden. „Verzweifeln Sie ruhig, aber zweifeln Sie nicht.“
Dietrich Brüggemann wünscht in seinem Video „spannende Geschichten“ mit Unterhaltungswert. Die Regierung solle deshalb „den Polizeistaat von der Leine lassen“ und „den Karren gegen die Wand fahren“. Die ARD brauche neuen „Stoff für opulente Mehrteiler“. „Lassen Sie es eskalieren, nur so haben wir am Ende spannende Filme.“
Volker Bruch bittet die Regierung, die schon nachlassende Angst wieder zu verstärken, die die Menschen bräuchten, um sich daran festzuhalten. Auch Bernd Gnann bittet die Regierung, richtige Angst zu machen.
Heike Makatsch erklärt in ihrem zurückgezogenen Video, warum sie trotz Klingelns die Wohnungstür nicht öffnet und auch Lieferdienste abweisen würde.
In seinem Beitrag ruft Ulrich Tukur nach der Rezitation eines Gedichts über den Tod die „erhabene Regierung“ dazu auf, „ausnahmslos jede menschliche Wirkungsstätte und jeden Handelsplatz (…)“ zu schließen: „Sind wir erst am Leibe, und nicht nur an der Seele verhungert und alle mausetot, entziehen wir auch dem Virus samt seiner hinterhältigen Mutantenbagage die Lebensgrundlage.“
Katharina Schlothauer zeigt in ihrem zurückgezogenen Clip „Dankbaratmung“ Atemübungen und schließt ihren Beitrag mit den Worten: „Atmen Sie nur Ihre eigene Luft, und wenn die alle ist, bestellen Sie sich welche auf Amazon.“
Richy Müller stellte in seinem zurückgezogenen Video eine „Zwei-Tüten-Atmung“ vor und kommentiert, wenn jeder diese nutzen würde, „hätten wir schon längst keinen Lockdown mehr. Also bleiben Sie gesund und unterstützen Sie die Corona-Maßnahmen. Ich geh jetzt mal Luft holen.“
Hanns Zischler distanziert sich, „Abstand nehmend“, elfmal von allem, was er sagen wird, von Regierung, Medien, „Schwurblern“ und von sich selbst.
Maxim Mehmet hat in seiner Darstellung Kinder und Familie seit einem Jahr getrennt und freut sich darauf, in fünf oder auch 20 Jahren wieder als Familie vereint zu sein.
Christine Sommer und Martin Brambach gehen zum Ein- und Ausatmen jeweils in unterschiedliche Räume („Zwei-Zimmer-Atmung“). Mit dieser beispielhaften Strategie hätte der Lockdown beendet werden können. Brambach drückt seine Freude daran aus, andere Menschen „aus Solidarität“ auf Unwissenheit oder Fehlverhalten aufmerksam machen und sie beschimpfen zu können.
Als viele Teilnehmer ihre Beiträge bereits zurückgezogen hatten, veröffentlichte Gregor Bloéb ein eigenes #allesdichtmachen-Video auf seiner Facebook-Seite.
Die Videos haben eine Länge von 48 bis 172 Sekunden, wobei die Mehrzahl der Videos ungefähr eine Minute dauert.

## Teilnehmer
53 Videos folgender 52 Filmschaffender befanden sich ursprünglich auf der Seite allesdichtmachen.de; die folgende Liste ist der Seite entsprechend geordnet. Die mit Kreuzen () gekennzeichneten Videos wurden vorzeitig wieder von der Seite genommen.
- Volker Bruch
- Jan Josef Liefers
- Peri Baumeister
- Ken Duken
- Felix Klare
- Nina Gummich
- Martin Brambach
- Kathrin Osterode
- Miriam Stein
- Jörg Bundschuh
- Inka Friedrich
- Cem Ali Gültekin
- Trystan Pütter
- Meret Becker
- Maxim Mehmet
- Samia Dauenhauer
- Nicholas Ofczarek
- Nadine Dubois
- Heike Makatsch
- Richy Müller
- Ulrich Tukur
- Katharina Schlothauer
- Kostja Ullmann
- Tina Maria Aigner
- Bernd Gnann
- Markus Gläser
- Wotan Wilke Möhring
- Vicky Krieps
- Ben Münchow
- Werner Eng
- Gianna Valentina Bauer
- Joseph Konrad Bundschuh
- Nadja Uhl
- Claudia Rippe
- Christian Ehrich
- Ulrike Folkerts
- José Barros
- Manuel Rubey
- Karoline Teska
- Thorsten Merten
- Martin Brambach und Christine Sommer (gemeinsames Video)
- Pasquale Aleardi
- Kea Könneker
- Jeana Paraschiva
- Ramin Yazdani
- Nina Proll
- Jens Wawrczeck
- Dietrich Brüggemann
- Monika Anna Wojtyllo
- Roland Düringer
- Christine Sommer
- Alexandra Marinescu
- Hanns Zischler

Zu einer Teilnahme eingeladen war auch der Schauspieler Kida Khodr Ramadan. Er erklärte nach der Veröffentlichung der Videos und der beginnenden Diskussion darüber, er habe abgelehnt, weil er „ein schlechtes Gefühl“ gehabt und von den Initiatoren keine Antwort auf die Frage erhalten habe, worauf die Aktion abziele.
Auch Moritz Bleibtreu soll zunächst in die Aktion eingebunden gewesen sein; Bleibtreu habe bestätigen lassen, dass er „eine Zeit lang mit mehreren Kollegen dazu im Dialog“ stand. Er soll sieben Schauspieler zur Aktionsteilnahme angesprochen haben, habe sich selbst dann jedoch dazu entschlossen, die Aktion nicht zu unterstützen. Harald Schmidt sagte 2022 im Spiegel, auch er habe eine Anfrage erhalten.

## Initiatoren und Zielsetzung
Im Impressum der Internetseite der Aktion steht Bernd K. Wunder, bürgerlich Bernd Katzmarczyk, als „Vertretungsberechtigter Geschäftsführer“. Er trat in der Vergangenheit mit Thesen in Erscheinung, die das Corona-Virus alles in allem als ungefährlich bezeichnen, nannte im Juli 2020 Befürworter eines Teil-Lockdowns „Mundschutzknappen“, verglich Corona mit der Grippe und verwendete den Ausdruck „Coronazi“, der bei Leugnern der COVID-19-Pandemie und „Querdenkern“ diffamierend verwendet wird. Gegenüber dem Magazin Focus räumte Wunder ein, Corona anfangs fälschlicherweise als eine Art Grippe verharmlost zu haben. Inzwischen halte er Corona für eine gefährliche Krankheit. Er wies jede Nähe zu rechten Kreisen und Querdenkern zurück und distanzierte sich von der AfD: „Wir sind bei all jenen, die zwischen die Fronten geraten sind. Den Verängstigten, den Verunsicherten und Eingeschüchterten und jenen die verstummt sind.“
Wie unter anderem der Deutschlandfunk und das Medienmagazin Zapp berichteten, waren der Filmregisseur Dietrich Brüggemann sowie die Schauspieler Bruch und Liefers Initiatoren der Aktion. Die Idee dazu sei „in persönlichen Gesprächen einer Gruppe Filmschaffender“ bereits im Februar entstanden, man habe die vorgetragenen Texte „untereinander ausgetauscht und redigiert“.
Brüggemann kritisierte, die deutsche Gesellschaft unterwerfe sich – auch im Vergleich zu anderen Todesursachen als Corona oder im internationalen Vergleich – „absurden Regeln“. Ziel des Projekts sei, den „Diskursraum“ hierzu wieder aufzumachen, um die Diskussion über die Angemessenheit der Corona-Schutzmaßnahmen „wieder zu öffnen, zu verbreitern“. Die Initiatoren nehmen für sich in Anspruch, „Stimmen Gehör zu verschaffen, die bisher nicht gehört wurden oder die keine Bühne gefunden haben“. Liefers beschrieb die Aktion als einen „ironischen und auch Corona-konformen Protest von Leuten, die sich im Moment alle auf ihre Art und Weise nicht sehr gut wiederfinden konnten, unter anderem auch in den Medien, zu denen ich mich auf eine gewisse Zeit auch mitzähle“.
In einer später auf der Aktionsseite ergänzten Stellungnahme mit unklarer Autorschaft wird keine Relevanz in Bezug auf die konkrete Corona-Politik beansprucht: „Wir behaupten auch nicht, es besser zu wissen und auch nicht, dass alle Maßnahmen falsch sind.“
Der Tagesspiegel veröffentlichte einen umstrittenen Artikel, in dem Indizien dafür gesammelt wurden, dass die Aktion „von Beginn an eine politische Agenda verfolgte“. Der Tagesspiegel sah einen Zusammenhang mit dem Arzt und Autor Paul Brandenburg, dessen maßnahmenkritische Initiative 1bis19 Dietrich Brüggemann und Volker Bruch unterzeichnet hatten. Eine organisatorische Beteiligung Brandenburgs bestritten allerdings er selbst und Brüggemann.
Anfang Mai 2021 wurde bekannt, dass Mitinitiator Volker Bruch einen Mitgliedsantrag bei der Partei dieBasis stellte, die als Querdenken-nahe gilt.

## Produktion
Wie die Beteiligten zu dem Projekt stießen und die Videos produziert wurden, ist unklar. Brüggemann bezeichnet es als „dezentrales Gruppenprojekt“. Ein Schauspieler, der namentlich nicht genannt werden möchte, benannte Brüggemann und die Regisseurin Jeana Paraschiva als „federführend“ in der Planung. Auch Richy Müller erklärte in einem Interview, von Brüggemann kontaktiert worden zu sein. Der Tatort-Regisseur und FDP-Lokalpolitiker Tom Bohn war nach eigenen Angaben im Vorfeld an der Vermittlung von Schauspielern für die Aktion beteiligt.
Versandt wurde eine Projektskizze mit Textvorschlägen per E-Mail, aus denen die Empfänger jenen Text aussuchen sollten, den sie dann vortragen würden, sowie ein Plan mit Drehorten und Zeitfenstern für die Aufnahmen. Einzelne Beteiligte, darunter Liefers und Rubey, haben ihre Texte nach eigenen Aussagen selbst verfasst. Wo die Darsteller, anders als etwa Müller und Rubey, die Videos nicht selbst aufnahmen, wurden sie von Brüggemann und Wunder an mehreren Tagen in Berlin, München und Wien gedreht und dann von ihnen geschnitten. Rund die Hälfte der Videos mit vor allem in Berlin lebenden Beteiligten wurde dabei in derselben Wohnung aufgezeichnet.

## Rezeption

### Debatte
Die Aktion wurde vielfältig debattiert und insgesamt gemischt aufgenommen. Es gab vielfältige und teilweise sehr scharfe Kritik, aber auch starken Zuspruch unterschiedlicher politischer Orientierung. Manche Stimmen lehnten die Protestaktion als solche oder deren ironisch-sarkastische Form ab, nahmen die beteiligten Schauspieler aber in Schutz.
Sebastian Leber (Der Tagesspiegel) warf der „Kampagne“ vor, die Maßnahmen zur Eindämmung der COVID-19-Pandemie zu verhöhnen. Die Videos strotzten vor „Hohn und Zynismus“, während Vorschläge fehlten, wie man die Bevölkerung stattdessen vor dem Virus schützen könne. Er führte aus: „Die Videos enthalten Botschaften, wie man sie von Querdenken-Demos kennt: Die Pandemie sei Panikmache, die Medien seien gleichgeschaltet, die Bundesregierung regiere autoritär.“ Die Videos würden, so Josef Holnburger, „hämisch“ Narrative „bedienen“, die Bestandteil von Verschwörungserzählungen seien. Hugo Müller-Vogg attestierte den Schauspielern im Focus eine „egomane Innenwelt“: „Das Ausmaß an menschlichem Leid und an mitmenschlichem Engagement scheint einer halben Hundertschaft bekannter Bühnen- und Fernsehstars verborgen geblieben zu sein“. Teilweise wurde auch eine Nähe zum Milieu der Coronaleugner und zugleich der „Querdenker“-Bewegung unterstellt.
Dem gegenüber steht der Kommentar der Philosophin und Wissenschaftsjournalistin Svenja Flaßpöhler. Sie bezeichnete in der Sendung Studio 9 des Deutschlandfunk Kultur die ablehnenden Reaktionen von Journalisten als „twitterblasenbasierten Reflexjournalismus“. Sie warnte davor, mit dem Verweis auf den Schutz von Gesundheit und Leben Freiheitsrechte undiskutiert aufzugeben: „Wenn wir das nackte Leben auf diese absolute Weise schützen wollen, dann leben wir nicht mehr.“ Julian Nida-Rümelin kommentierte zu den „mehr oder weniger überzeugenden Ironisierungen der Situation“, ihr Hintergrund sei die Existenzkrise von Künstlern: „In der Branche bricht jetzt alles weg, da entstehen Panikstimmungen“. Die Möglichkeit, so Nida-Rümelin, dass man „mit Tests oder entsprechendem Immunitätsnachweis Konzerte sogar ohne Mindestabstand veranstalten kann“ sei zu wenig beachtet worden; Diskussionen dazu sollten mit mehr Toleranz und verbaler Abrüstung geführt werden.
Mehrere nicht an dem Projekt beteiligte Schauspieler hatten zuvor in den sozialen Netzwerken teilweise scharfe Kritik an der Aktion geäußert, die in den Medien vielfach aufgegriffen worden war. Elyas M’Barek teilte via Instagram mit, dass mit Zynismus keinem geholfen sei. Nora Tschirner warf den Kollegen neben Zynismus auch „Langeweile“ vor. Christian Ulmen erinnerten die Videos an die Erzählungen des Aktivisten Ken Jebsen. Ulrich Matthes bezeichnete die Videoaktion als „misslungen“, er empfinde sie als zynisch. Die Rufe nach Berufsverboten nannte er aber „grotesk“ und plädierte dafür, auf beiden Seiten abzurüsten und „im Gespräch zu bleiben oder überhaupt wieder ins Gespräch zu kommen“.
Georg Restle zeigte in einem Kommentar für die Tagesthemen Verständnis „für die vielen, die sich seit Monaten solidarisch an die Corona-Regeln halten und sich dadurch verhöhnt fühlen“. Einige Reaktionen würden aber „weit übers Ziel hinausschießen“. Man müsse auch darüber offen streiten können, „ob Ausgangssperren wirklich angemessen sind – oder warum die Kultur im Land komplett dicht gemacht wird, die Schlachthöfe aber offen bleiben“. Nach Ansicht Restles solle man aus der Debatte lernen: „Dass dieses plumpe Schwarz/Weiß-Denken endlich aufhört, mit dem wir uns reflexartig gegenseitig in irgendwelche Ecken treiben, aus denen dann keiner mehr rauskommt.“
Politisch wurde die Diskussion um #allesdichtmachen schnell zum Thema, da das Projekt in den sozialen Medien sofort von einigen Vertretern des rechten beziehungsweise rechtskonservativen Spektrums wie Hans-Georg Maaßen und Alice Weidel begrüßt wurde. Zustimmend äußerte sich auch die damalige Linken-Politikerin Sahra Wagenknecht. Dagegen nannte der Grünen-Co-Parteivorsitzende Robert Habeck die Kampagne zwar „in ihrer Pauschalität und ihrer krassen Zuspitzung unangemessen“, er verstehe aber die Verzweiflung vieler Kulturschaffender. Es brauche „Raum für eine kritische und streitbare Debatte über etwas, das so tief in unser aller Leben und unser aller Freiheit eingreift“. Der Bühnenverband Schauspiel wies darauf hin, dass viele Schauspieler Angst hätten, nie mehr vor Publikum spielen zu dürfen, ihre Jobs, Altersvorsorge, Lebensgrundlage und Hoffnung zu verlieren. Viele der etwa 15.000 bis 20.000 professionellen Schauspielerinnen und Schauspieler in Deutschland hätten seit März 2020 kaum oder kein Einkommen.  Auch begrüßten Wolfgang Kubicki (FDP) und Boris Palmer (Bündnis 90/Grüne) die Aktion. Palmer bedankte sich ausdrücklich bei Liefers dafür und sagte, die Bürger bräuchten keine „Vordenker, die ihnen klarmachen, was die gute Seite der Macht ist. Wir müssen miteinander streiten, um im Gespräch und zusammenzubleiben.“ Der CDU-Vorsitzende und -Kanzlerkandidat Armin Laschet befand, es sei „ganz schlimm“, dass gegenüber Andersdenkenden zu leichtfertig der Vorwurf einer rechten Gesinnung erhoben werde. Von diesen 50 sei niemand AfD oder rechts.
Garrelt Duin (SPD), Mitglied des WDR-Rundfunkrates, forderte „Konsequenzen“ für die beteiligten Schauspieler, da diese sich als „Vertreter der öffentlich-rechtlichen Sender“ „unmöglich“ gemacht hätten. Er forderte „schnellstens“ eine Beendigung der Zusammenarbeit der zuständigen Gremien „auch aus Solidarität mit denen, die wirklich unter Corona und den Folgen leiden“. Nachdem Duin sich daraufhin einem Shitstorm ausgesetzt gesehen hatte, löschte er den Tweet und stellte fest, dass sein Tweet inhaltlich überzogen und seiner Rolle als Mitglied im Rundfunkrat nicht angemessen war. Inhaltlich blieb er aber bei seiner Kritik. Gesundheitsminister Jens Spahn (CDU) machte den Schauspielern hingegen ein Gesprächsangebot. Er sagte, er fände es schade, „wenn der Eindruck da wäre, dass es nicht auch kontroverse, abwägende Diskussionen gibt“, die im Bundestag ja stattgefunden hätten. Er kritisierte in einem Interview mit Liefers eine auf beiden Seiten zu findende „Hypermoral“, in der „die Toten instrumentalisiert“ würden, um jegliche Debatte zu beenden.
Die heftigen Reaktionen auf die Aktion wurden auch als Beispiel für die Cancel Culture gesehen, unter anderem vom Geschäftsführer des Börsenvereins des Deutschen Buchhandels, Alexander Skipis, und von Julia Becker, Vorsitzende des Aufsichtsrats der Funke-Mediengruppe. Becker nannte diese Vorfälle eine nicht akzeptable „Cancel Culture par excellence“. Skipis bezeichnete die Cancel Culture am Beispiel dieser Aktion anlässlich des Internationalen Tag der Pressefreiheit als ein „Gift, das uns gerade zersetzt“. Kritik hinsichtlich dieser Vorfälle kam auch von Sahra Wagenknecht, die anmerkte, dass gerade diejenigen Politiker die beteiligten Schauspieler verächtlich machen würden, die durch Einsparungen und Ökonomisierung im Gesundheitsbereich selbst mit dafür verantwortlich seien, dass die Intensivstationen überlastet seien, und mit ihrer Empörung nun die Schuldigen bei den Schauspielern suchen würden.
In der Debatte um #allesdichtmachen sprach die Politikwissenschafterin Ulrike Guérot von einer „homogenisierten Medienlandschaft“ im Hinblick auf die Corona-Maßnahmen. Die Künstler hätten, so ihre Sichtweise, auf die Hysterie im Diskurs um die Corona-Maßnahmen aufmerksam machen und auf gesellschaftliche Gefahren von Grundrechtseinschränkungen hinweisen wollen. „Ich halte das für völlig legitim“, betonte Guérot. „Und wenn man jetzt sagt, wenn das von rechts vereinnahmt wird, dann darf das nicht sein, dann ist genau das das Problem unseres heutigen Diskurses, weil es gibt keinen Raum mehr für legitime Kritik.“
Der Präsident der Bayerischen Akademie der Schönen Künste, Winfried Nerdinger, verteidigte die Aktion #allesdichtmachen. Dies führte zu einem Protestbrief von 20 Mitgliedern, von denen sechs – Friedrich Ani, Dagmar Leupold, Jonas Lüscher, Norbert Niemann, Albert Ostermaier und Georg M. Oswald – die Vereinigung verließen.

„Auch was die Gegenwelt des Meinungspluralismus angeht, steht die Pandemie im Kontext der Krisen vor und nach ihr. Dass Initiativen wie „Alles dichtmachen“ so viel fiese Häme und gehässigen Spott ertragen mussten, lag eben nicht an der Qualität der einzelnen Videos (schlechte Videos gibt es millionenfach im Netz), sondern an einer das offene Wort abwürgenden Unkultur der Intoleranz für Minderheitsbetroffenheiten und -meinungen, die auch seriöse Medien und daueraufgeregte Twitter-Wissenschaftlerinnen gerne an die Ränder der Gesellschaft verfrachten und damit delegitimieren.“

Die Hashtags #allesdichtmachen, #niewiederaufmachen und #lockdownfürimmer wurden am 22. April 2021 binnen kürzester Zeit die meistverwendeten bei Twitter in Deutschland.

#### Distanzierung und Stellungnahme der Künstler
In der Folge ließen mehrere der Teilnehmer ihre Videos wieder löschen und beendeten die Mitarbeit an der Aktion. Makatsch „distanzierte sich eindeutig von rechtem Gedankengut“. Andere Schauspieler taten es ihr gleich und verwiesen darauf, dass die Aktion schiefgelaufen sei. Katharina Schlothauer entschuldigte sich, falls sich Betroffene oder deren Angehörige diffamiert oder verletzt fühlten beziehungsweise den Eindruck gewonnen hätten, ihr Leid sei in Abrede gestellt worden. Auch Meret Becker entschuldigte sich, dass ihr Beitrag missverstanden werden konnte, die Aktion sei „nach hinten losgegangen“. Ulrike Folkerts bezeichnete ihre Teilnahme als Fehler: „Die Videos, die entstanden sind, wurden falsch verstanden, sind vielleicht falsch zu verstehen“, begründete sie ihre Distanzierung. Die Aktion sei „schief gegangen und unverzeihlich“.
Nach Aussage des Mitinitiators Dietrich Brüggemann waren einige derjenigen, die Videos zurückzögen, unter Druck gesetzt und bedroht worden, stünden aber weiter hinter der Aktion. Laut ihrem Bruder Ben Becker erhielt Meret Becker Morddrohungen.
Brüggemann gab den Vorwurf, die Corona-Opfer zu verhöhnen, zurück, indem er seinerseits den Kritikern der Aktion vorwarf, sie verhöhnten die Opfer. „Ihr trampelt auf denen herum, die jetzt selbstmordgefährdet sind. Ihr spuckt auf all die, die ihre Existenz verloren haben.“ Er wies darauf hin, dass sich der Umgang der Gesellschaft mit den Corona-Toten fundamental von dem unterscheide, wie man sonst mit vermeidbaren Todesursachen umgehe. Statt zum Beispiel den Autoverkehr komplett einzustellen, um keine Verkehrstoten mehr zu haben, habe man sich auf Kompromisse geeinigt: „Wir fahren Auto, aber wir haben ein Tempolimit. Wir trinken Schnaps, aber nicht jeden Tag.“ Wenn aber das neue Paradigma der Gesellschaft heiße, „um jeden Preis“ Corona-Tote zu verhindern, „dann können die Maßnahmen nie genug sein, und das kritisieren wir mit dieser Aktion“. Es müsse der Gesellschaft irgendwann gelingen, auch Corona „in unser etabliertes, erprobtes Verhältnis zum Tod“ einzubauen. Die Kritik an den Videos bezeichnete er als „faschistoiden Shitstorm“ und die daran Beteiligten als „Lynchmob“.
Philine Sauvageot vom SWR2 befand mit Hinweis auf Brüggemanns Interviewäußerungen und Social-Media-Aktivitäten, es ginge ihm um „Verharmlosung der Pandemie und die Verächtlichmachung derer, die sie ernst nehmen“.
Von den beteiligten Schauspielern erklärten Christian Ehrich in einem Interview mit der Hessenschau und Jan Josef Liefers im Interview mit dem WDR sowie in Radio Bremen ihre Motivation. Dass eine Vereinnahmung der Aktion nicht vorhersehbar gewesen wäre, ist laut der Wissenschaftsjournalistin Mai Thi Nguyen-Kim nicht nachvollziehbar. Gegenüber Liefers betonte sie in der Sendung Maybrit Illner am 29. April 2021, es hätte ihm bewusst sein müssen, dass er das Narrativ der Querdenker benutze. Er hätte sich so zum „Kronzeugen der Rechten“ gemacht. Distanzierungen aufgrund unerwünschten Zuspruchs wiederum befand Mathias Brodkorb von der SPD für unverständlich. Im Cicero kommentierte er: „Nun kann kein vernünftiger Mensch etwas dafür, wenn ihm Idioten applaudieren. Das liegt allein im Vermögen der Idioten selbst. Aber dieses Framing funktioniert in Deutschland noch immer tadellos.“

### Satirische Adaptionen
Der Kampagne entgegengesetzt stand der Hashtag #allenichtganzdicht, der u. a. von Jan Böhmermann initiiert wurde. Nora Tschirner startete mit anderen den Hashtag #allesschlichtmachen. Lutz van der Horst stellte am 23. April 2021 ein Video ins Netz, in dem er die Schauspieler mit sehr ähnlichen Stilmitteln angriff: Zu diesem Zeitpunkt an COVID-19 erkrankt, stellte er sich im Bademantel dar, bedankte sich bei seinen Kollegen für seine Erkrankung und mögliche kommende Komplikationen, lud sie auf ein Glas Wein in seine Wohnung ein und ließ der Einladung einen heftigen Hustenanfall folgen.

### Reaktionen aus dem medizinischen Bereich
Lobende Worte fand der Virologe Jonas Schmidt-Chanasit; er bezeichnete die Aktion als „Meisterwerk, welches uns sehr nachdenklich machen sollte“. Auch der Virologe Hendrik Streeck äußerte Verständnis für #allesdichtmachen. Streeck sieht an der Aktion sehr deutlich, dass die Politik es nicht geschafft habe, alle Menschen mitzunehmen. Die Schauspieler haben „auch einen Punkt. Sie sagen ja auch mit den vielleicht etwas zynischen Aussagen etwas zu ihrer Situation“, so Streeck.
Unter anderem der hauptberuflich als Notfallsanitäter tätige Moderator Tobias Schlegl äußerte sich auf Twitter kritisch über die Machart der Aktion. Der Vorstand der Deutschen Stiftung Patientenschutz, Eugen Brysch, sagte, wer sich über die Corona-Schutzmaßnahmen lustig mache, zeige kein Mitgefühl für 80.000 Corona-Tote, ihre Angehörigen und die Sorgen der Menschen. Besonders kritisiert wurde in diesen Kreisen ein später zurückgezogenes Video, in dem ironisch eine „Corona-Atmung“ empfohlen wird, da dies an Patienten erinnere, die unter akuter Atemnot litten. Unter dem Hashtag #allemalneschichtmachen kritisierte die Notärztin und Bloggerin Carola Holzner die Aktion und forderte die beteiligten Künstler auf, sich für eine Schicht der Realität im Rettungsdienst oder einer Notaufnahme zu stellen. Liefers teilte in einem Interview mit der Zeit auf Nachfrage mit, er habe sich, dem Aufruf von Carola Holzner folgend, für eine Schicht auf ihrer Intensivstation angemeldet. Der Direktor des Essener Universitätsklinikums, Jochen A. Werner, erteilte dem allerdings eine Absage.
Als Reaktion darauf war die Aktion Danke #allesdichtmachen zu verstehen, die u. a. von Paul Brandenburg begonnen wurde. Die Teilnehmer bedankten sich darin für die Aktion der Schauspieler und machten teilweise mit ihren Erfahrungen aus dem persönlichen Berufsalltag auf das Leid von Menschen aufgrund der Corona-Maßnahmen der Bundesregierung aufmerksam. Mehrere der Teilnehmer sind auch in der Querdenken-Initiative Ärzte für Aufklärung aktiv.
Die Notfallmedizinerin Lisa Federle äußerte Verständnis für die Aktion. Es gehe darum, „noch einen anderen Weg zu suchen, nicht nur den Weg des Zumachens“.

### Jahresrückblicke
Zahlreiche Medien erwähnten #allesdichtmachen in ihren Jahresrückblicken 2021 zu den Themen Kultur und Medien, meist negativ konnotiert als „Skandal“, „Aufreger“ oder „Peinlichkeit“. Der Schuss sei nach hinten losgegangen, die Aktion habe die Schauspielwelt gespalten und exemplarisch für einen Trend gestanden, „einander das Leben lieber schlechter zu machen statt besser“. Zwar habe die Aktion stärker als andere „wirklich die Situation der Kulturschaffenden in den Fokus gerückt, […] ohne allerdings […] interessante Alternativen zur bestehenden Coronapolitik aufzumachen“.
Das Berliner Stadtmagazin Tip kürte Volker Bruch zum „peinlichsten Berliner 2021“, unter anderem für seine Teilnahme an der Aktion #allesdichtmachen, die „einen Bambi für besonders unangenehme Leistungen verdient hätte“. Bruch sei „zum Posterboy der Verschwörungsideologie“ geworden. Jan Josef Liefers belegte Platz drei in der Liste des Tip.
Das Medienmagazin DWDL.de verlieh der „gänzlich missglückten Kampagne“ seinen Negativpreis Der Goldene Günter in der Kategorie „Coming Out des Jahres“.